# Alice Catherine Evans
Alice Catherine Evans (Neath, Pennsilvània, 29 de gener de 1881 – Alexandria, Virgínia,  5 de setembre de 1975) fou una microbiòloga que descobrí el mecanisme de contagi de la brucel·losi i va reduir significativament la seva incidència recomanant la pasteurització de la llet de vaca. Per la seva feina va ser la primera dona a ser anomenada presidenta de la American Society for Microbiology.

## Vida
Nascuda en una granja de Comtat de Bradford, Pennsilvània, des de ben petita es va interessar per les malalties que afectaven els animals. Per això, després de cursar Magisteri a la Universitat Cornell d'Ithaca, Nova York, i treballar com a mestra, va estudiar Bacteriologia a la University de Wisconsin–Madison, la qual la va becar perquè fes recerca avançada.
La seva primera tasca va ser investigar tècniques per millorar el gust del formatge cheddar. Mentrestant, va començar a fer recerca sobre les malalties que afecten les vaques. Entre aquests animals la infecció per Bacillus abortus era relativament freqüent i en aquella època es pensava que no tenia efectes sobre els humans. Alice Catherine Evans va començar a buscar connexions entre els símptomes de determinades malalties i la ingestió de llet de vaca malalta i va descobrir que la febre de la brucel·losi provenia justament d'aquesta font. Va publicar la seva troballa al Journal of Infectious Diseases el 1918.
Malgrat l'escepticisme inicial dels seus col·legues pel fet de ser dona, diversos estudis independents van confirmar la seva tesi i a partir d'aquell moment es va començar a recomanar la pasteurització de la llet a nivell massiu per evitar contraure la malaltia.
Alice Catherine Evans va contribuir posteriorment a avenços en el coneixement d'altres afeccions com la meningitis. Incorporada al Laboratori d'Higiene del Servei de Salut Pública dels Estats Units l'abril de 1918 per estudiar la meningitis epidèmica, que era una de les malalties més temibles de la Primera Guerra Mundial, quan l'octubre de 1918, la grip espanyola va arribar a Washington, DC, va orientar la seva recerca cap a la grip, sense abandonar els estudis anteriors.

## Reconeixement i memòria
Inicialment, la seva feina no va ser considerada pels seus col·legues, pel fet que era una dona i perquè no havia fet un doctorat. Va haver de rebre burles i acusacions injustes durant anys, però no va desistir i la seva persistència va comportar resultats.
L'any 1934 se li atorgà el Doctorat honoris causa en Medicina del Woman's Medical College of Pennsylvania . I al 1936, el Doctorat honoris causa en Ciències per la Universitat de Wisconsin-Madison i el Wilson College.
El 1983 la Societat Americana de Microbiologia o ASM, va establir els premis que porten el seu nom, per reconèixer les contribucions destacades a la plena participació i l'avenç de les dones en les ciències microbianes.

### Eponímia
L'any 2020 el bacteri Enemella evansiae va rebre el seu nom. Al 2022 la família viral Aliceevansviridae rebé aquest nom en honor seu.